# Libby Kosmala
Elizabeth "Libby" Dudley Kosmala (née Richards), OAM (nascida em 8 de julho de 1942) é uma atleta paralímpica australiana que compete na modalidade tiro esportivo. Representou a Austrália em doze edições paralímpicas de 1972 a 2016, período no qual já conquistou treze medalhas, das quais nove de ouro.

## Detalhes
Natural de Adelaide, Libby é paraplégica.

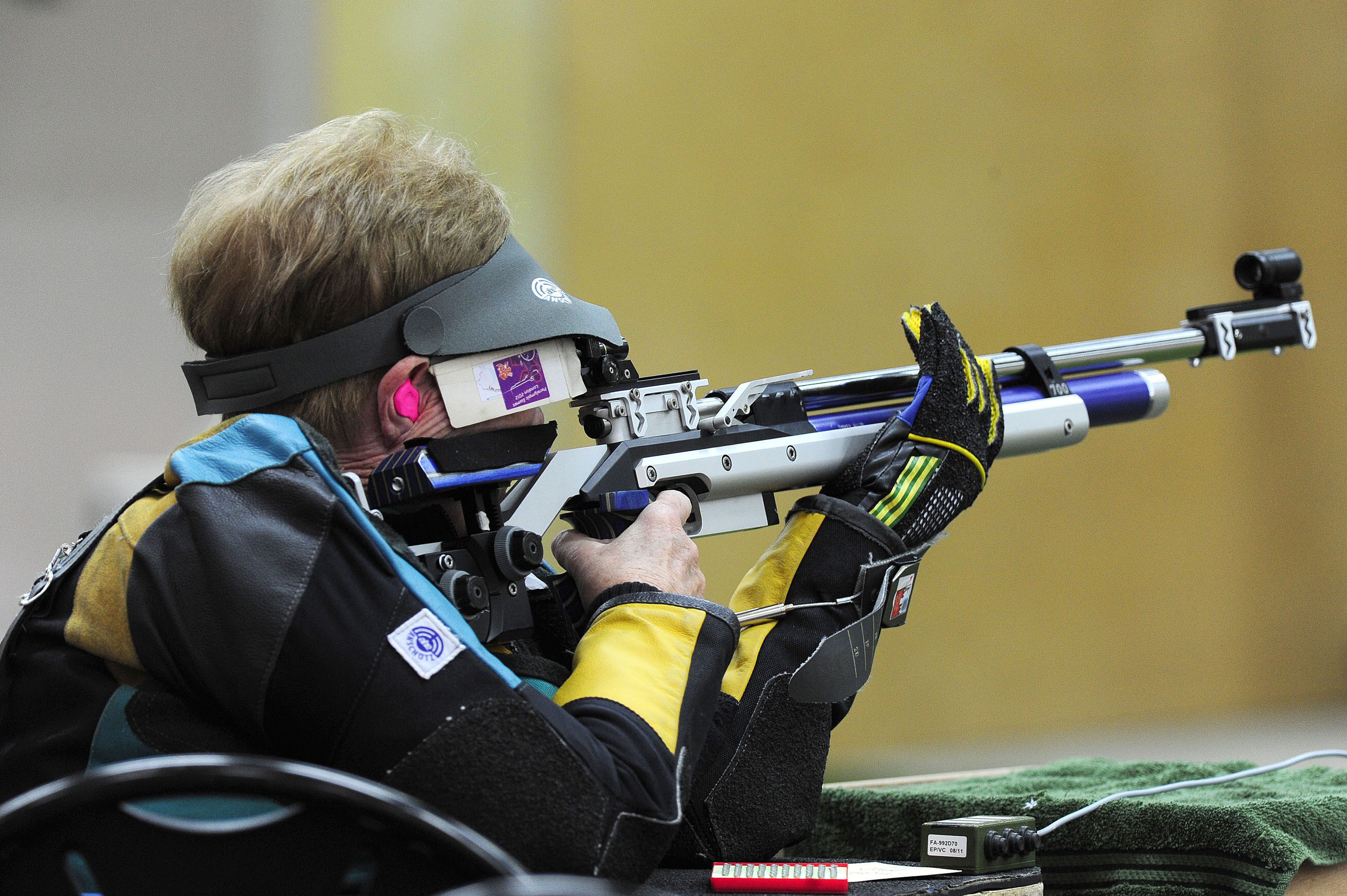
Libby durante os Jogos Paralímpicos de Londres 2012.